# Лал Сена
Лал Сена (1974—1990, перев. Красная Армия, хинди लाल सेना, англ. Lal Sena) — организованное вооруженное ополчение Коммунистической партии Индии (марксистско-ленинской) «Освобождение» на северо-востоке Индии, на территории центрального Бихара, северо-запада современного Джаркханда и нескольких районов восточного Уттар-Прадеша. Армия была сформирована в основном низшими кастами (средним и низшим классом) крестьянства и безземельными рабочими.

## Предпосылки
В 1960-х годах, когда началось движение наксалитов под руководством Коммунистической партии Индии (марксистско-ленинской), бедное крестьянство и сельскохозяйственные рабочие, принадлежавшие в основном к низшим кастам, начали переходить на сторону коммунистов в центральном Бихаре в районах Бходжпур, Гая, Наланда, Патна и Аурангабад. Произошло несколько жестоких вооруженных столкновений между помещиками и бедным/безземельным крестьянством. В 1970-х годах КПИ (МЛ) столкнулась с жесткой критикой со стороны центральных правительств и правительств штатов по всей Индии и раскололась на несколько марксистско-ленинских группировок. В 1974 году одна из фракций МЛ смогла удержаться на местах и реорганизовалась в политическую партию КПИ (МЛ) «Освобождение». Тем временем помещики/землевладельцы, большинство из которых экономически принадлежали к высшему классу крестьянства (в основном к высшей касте), организовались на основе кастовых линий в несколько дворян-землевладельцев. В отместку партизанские вооруженные отряды Лал Сена были организованы тогдашним подпольным КПИ (МЛ) «Освобождение».

## После 2005 года
С конца 2000-х годов деятельность Лал Сены была свернута. Движения КПИ (МЛ) «Освобождение» придерживались воинственного, но демократического подхода через легализованные рабочие, крестьянские, студенческие, молодежные и женские организации, как отметил д-р Санджай К. Джа:

"КПИ-МЛ (Освобождение), имевшая внушительное присутствие в центральных районах неразделенного Бихара, решила функционировать как наземная политическая партия в 1992 году. Было заявлено, что "партия не исключает возможности того, что при ряде исключительных национальных и международных обстоятельств баланс социальных и экономических сил может даже позволить мирную передачу центральной власти революционным силам". Однако было добавлено, что партия должна подготовиться к одержанию окончательной решающей победы путем вооруженной борьбы", хотя и признала, что ситуация не созрела для такого движения. Судя по сообщениям, в некоторых регионах у него все еще есть подпольные отряды. У партии также есть ряд организаций для мобилизации студентов, женщин и рабочих. Это: Всеиндийская студенческая ассоциация, Бихар-Прадеш Кисан Сабха, Всеиндийский координационный комитет профсоюзов, Всеиндийская ассоциация прогрессивных женщин и Ян Санскритик Манч."